# Lastras de Aguas Bravas
Lastras de Aguas Bravas es una cascada situada en la localidad de Mámoles, del término municipal de Fariza, en la provincia de Zamora, comunidad autónoma de Castilla y León, España.
La cascada se encuentra en el paraje conocido con el nombre de Testero del Burro, consistente en grandes formaciones de granito lavado por las que baja el arroyo de la Rivera de Mámoles para desembocar al Duero, formando una cascada de gran belleza. La primavera es la mejor época para su visita.
El entorno es un espacio protegido, perteneciente al parque natural de Arribes del Duero, en el que se puede ver una notable presencia de fauna arribeña y numerosas construcciones tradicionales de piedra.